# András Breznay
András Breznay (geboren 2. August 1963 in Budapest) ist ein ungarischer Maler und Kunstlehrer.

## Leben
András Breznay kam als Spross einer alten, nahezu europaweit tätigen Kunst- und Kulturschaffenden-Dynastie zur Welt als achtes von neun Kindern des Ehepaares Mária Gánóczy und József Breznay und wohnte in einer großen Familien-Wohnung in der Budapester Ady-Endre-Straße. Wie alle seine Geschwister, besuchte auch András eine Kunstschule, war jedoch der einzige, der eine Kunsthochschule absolvierte: An der Ungarischen Akademie der Bildenden Künste studierte er Malerei als Meisterschüler von Pál Gerzson.
Später wurde Breznay als Kunstlehrer an der in Buda angesiedelten Zeichenschule Budai Rajziskola tätig. Er gründete die Künstlerkolonie Siófok und übernahm zudem die Leitung der in Hegyvidéki tätigen Künstlerkolonie.
Ab 1989 wurden erste Einzelausstellungen Breznays gezeigt, gefolgt von zahlreichen Ausstellungen in Deutschland, Italien, den Vereinigten Staaten von Amerika und Frankreich.